# 1912 في إسبانيا
فيما يلي قوائم الأحداث التي وقعت خلال عام 1912 في إسبانيا.

## سياسة

### تعيين في المنصب
- 12 نوفمبر – مانويل غارسيا برييتو رئيس وزراء إسبانيا.
- 14 نوفمبر – ألفارو دي فيجويرا وتورس President of the Council of Ministers ‏.

### انتهاء فترة المنصب
- 12 مارس – خوسيه كناليخاس Minister of Grace and Justice ‏،President of the Council of Ministers ‏.
- 14 نوفمبر – مانويل غارسيا برييتو رئيس وزراء إسبانيا.
- 18 نوفمبر – ألفارو دي فيجويرا وتورس President of the Congress of Deputies [الإنجليزية]‏.

## مواليد

### فبراير
- 9 فبراير – غييرمو غونزاليز ديل ريو غارسيا لاعب كرة قدم إسباني.
- 11 فبراير – سيمون ليكوي لاعب كرة قدم إسباني.

### مارس
- 16 مارس – خوسيه إراراغوري لاعب كرة قدم إسباني.

### أبريل
- 8 أبريل – خوليان بيرينديرو دراج إسباني.[1]

### مايو
- 25 مايو – إسيدرو لانغارا لاعب كرة قدم إسباني.[2]

### يونيو
- 18 يونيو – خوليو بينيا ممثل إسباني.[3]

### أغسطس
- 23 أغسطس – خوان أنطونيو إيبينا لاعب كرة قدم.

### أكتوبر
- 14 أكتوبر – فيديريكو سايز لاعب كرة قدم إسباني.[4]
- 25 أكتوبر – اميليانو ألفاريز دراج إسباني.

### نوفمبر
- 5 نوفمبر – ليوناردو سيلاورين لاعب كرة قدم إسباني.[5]

## وفيات

### مارس
- 12 مارس – إدواردو سافيدرا (مواليد 1829)[6]

### مايو
- 19 مايو – مارثيلينو مينينديث أي بيلايو (مواليد 1856) مؤرخ إسباني.[7]

### نوفمبر
- 12 نوفمبر – خوسيه كناليخاس (مواليد 1854) سياسي إسباني.[8]
- 12 نوفمبر – مانويل باردينياس (مواليد 1886)